# Richtlinie (EU) 2020/2184
Die Richtlinie (EU) 2020/2184 ist eine Europäische Richtlinie zum Schutz der menschlichen Gesundheit vor der Verunreinigung von Wasser.

## Historie
1980 verabschiedete die Europäische Wirtschaftsgemeinschaft mit der Richtlinie 80/778/EWG des Rates vom 15. Juli 1980 über die Qualität von Wasser für den menschlichen Gebrauch die erste europäische Richtlinie mit Qualitätsanforderungen für Trinkwasser. Diese wurde 1990 geändert, um der besonderen Situation in den Neuen Bundesländern Deutschlands nach der Wiedervereinigung Rechnung zu tragen. 1998 wurde die Richtlinie 80/778/EWG aufgehoben und durch die Richtlinie 98/83/EG des Rates vom 3. November 1998 über die Qualität von Wasser für den menschlichen Gebrauch ersetzt. Diese neue Trinkwasserrichtlinie wurde durch Richtlinie 2003/1882/EG, Richtlinie 2009/596/EG und  Richtlinie (EU) 2015/1787  mehrfach geändert und zuletzt durch die aktuelle Richtlinie (EU) 2020/2184 ersetzt. Diese dritte Trinkwasserrichtlinie trat am 12. Januar 2021 in Kraft und muss mit Wirkung zum 12. Januar 2023 in nationales Recht umgesetzt werden.

## Anwendung
Die Richtlinie enthält Vorschriften, die den Schutz der menschlichen Gesundheit vor Verunreinigungen in Trinkwasser sicherstellen sollen. Sie soll die „Genusstauglichkeit und Reinheit“ gewährleisten und führt hygienische  Anforderungen für Materialien, die mit Trinkwasser in Kontakt kommen, ein. Daneben soll der Zugang zu Trinkwasser verbessert und „kostenwirksamer risikobasierter Ansatz für die Kontrolle der Wasserqualität“ eingeführt werden.
Als „Wasser für den menschlichen Gebrauch“ wird definiert:
- alles Wasser, das in öffentlichen oder in privaten Örtlichkeiten zum Trinken oder Kochen, zur Zubereitung von Speisen oder zu anderen häuslichen Zwecken bestimmt ist
- alles Wasser, das in Lebensmittelunternehmen bei der Herstellung, Behandlung, Konservierung von Erzeugnissen oder Substanzen für den menschlichen Gebrauch oder deren Inverkehrbringung verwendet wird.

Dabei ist weder die Herkunft des Wassers entscheidend, noch ob es in seinem ursprünglichen Zustand (wie etwa Quellwasser) oder nach einer Aufbereitung Verwendung findet oder ob es über ein Verteilungsnetz, ein Tankfahrzeug oder in Flaschen oder andere Behältnisse abgefüllt bereitgestellt wird.
Natürliches Mineralwasser (jedoch nicht Quellwasser), gemäß der Richtlinie 2009/54/EG oder Wasser, das als Arzneimittel im Sinne der Richtlinie 2001/83/EG gilt, fallen nicht unter diese Richtlinie. Daneben können die EU-Mitgliedstaaten unter bestimmten Bedingungen Ausnahmen erlassen, etwa für Wasser für bestimmte Zwecke (solange die Wasserqualität keinerlei Einfluss auf die menschliche Gesundheit hat), Wasser aus einer individuellen Versorgungsanlage (mit einer Entnahme < 10 m³ pro Tag oder für < 50 Personen) oder Wasser, das aus Entsalzungsanlagen auf Seeschiffen stammt.

## Anforderungen
Trinkwasser muss Mindestanforderungen entsprechen. So dürfen keinerlei Keime von intestinalen Enterokokken oder E. coli vorhanden sein und es muss in Rohrleitungen weniger als 1 000 KBE/l Legionella enthalten. Auch darf der Gehalt an bestimmten chemischen Stoffen nicht überschritten werden: Acrylamid (0,10 μg/l), Antimon (10 μg/l), Arsen (10 μg/l), Benzol (1,0 μg/l), Benzo[a]pyren (0,010 μg/l), Bisphenol A (2,5 μg/l), Blei (10 μg/l, spätestens zum 12. Januar 2036 5 μg/l), Bor (1,5 mg/l), Bromat (10 μg/l), Cadmium (5,0 μg/l), Chlorat (0,25 mg/l), Chlorit (0,25 mg/l), Chrom (25 μg/l), Cyanid (50 μg/l), 1,2-Dichlorethan (3,0 μg/l), Epichlorhydrin (0,10 μg/l), Fluorid (1,5 mg/l), Halogenessigsäuren (HAA, 60 μg/l), Kupfer (2,0 mg/l), Microcystin (1,0 μg/l), Nickel (20 μg/l), Nitrat (50 mg/l), Nitrit (0,50 mg/l), Pestizide (0,10 μg/l, Pestizid gesamt 0,50 μg/l), PFAS gesamt (0,50 μg/l), Summe der PFAS nach Anhang III Teil B Nummer 3 (0,10 μg/l), polycyclische aromatische Kohlenwasserstoffe (0,10 μg/l), Quecksilber (1,0 μg/l), Selen (20 μg/l), Tetrachlorethen und Trichlorethen (gesamt 10 μg/l), Trihalogenmethane (gesamt 100 μg/l), Uran (30 μg/l), und Vinylchlorid (0,50 μg/l).
Anmerkungen
1. ↑  Perfluorbutansäure (PFBA), Perfluorpentansäure (PFPeA), Perfluorhexansäure (PFHxA), Perfluorheptansäure (PFHpA), Perfluoroctansäure (PFOA), Perfluornonansäure (PFNA), Perfluordecansäure (PFDA), Perfluorundecansäure (PFUnDA), Perfluordodecansäure (PFDoDA), Perfluortridecansäure (PFTrDA), Perfluorbutansulfonsäure (PFBS), Perfluorpentansulfonsäure (PFPeS), Perfluorhexansulfonsäure (PFHxS), Perfluorheptansulfonsäure (PFHpS), Perfluoroctansulfonsäure (PFOS), Perfluornonansulfonsäure (PFNS), Perfluordecansulfonsäure (PFDS), Perfluorundecansulfonsäure (PFUnDS), Perfluordodecansulfonsäure (PFDoDS), Perfluortridecansulfonsäure (PFTrDS)

## Umsetzung in nationales Recht
Als Europäische Richtlinie ist diese Richtlinie im Bereich der EU gültig, muss aber in nationales Recht übertragen werden. In Deutschland wurde dies im Juli 2023 mit der Novellierung der Trinkwasserverordnung und dem Erlass der Trinkwassereinzugsgebieteverordnung im Dezember 2023 umgesetzt.

## Aufbau der Richtlinie (EU) 2020/2184
- Artikel 1 Zielsetzung
- Artikel 2 Begriffsbestimmungen
- Artikel 3 Ausnahmen
- Artikel 4 Allgemeine Verpflichtungen
- Artikel 5 Qualitätsstandards
- Artikel 7 Risikobasierter Ansatz für sicheres Wasser
- Artikel 8 Risikobewertung und Risikomanagement der Einzugsgebiete von Entnahmestellen von Wasser für den menschlichen Gebrauch
- Artikel 9 Risikobewertung und Risikomanagement des Versorgungssystems
- Artikel 10 Risikobewertung von Hausinstallationen
- Artikel 11 Mindesthygieneanforderungen für Materialien und Werkstoffe, die mit Wasser für den menschlichen Gebrauch in Berührung kommen
- Artikel 12 Mindestanforderungen für Chemikalien zur Aufbereitung und mit Wasser für den menschlichen Gebrauch in Berührung kommende Filtermedien
- Artikel 13 Überwachung
- Artikel 14 Abhilfemaßnahmen und Verwendungseinschränkungen
- Artikel 15 Abweichungen
- Artikel 16 Zugang zu Wasser für den menschlichen Gebrauch
- Artikel 17 Information der Öffentlichkeit
- Artikel 18 Informationen über die Überwachung der Durchführung
- Artikel 19 Evaluierung
- Artikel 20 Überprüfung und Änderung der Anhänge
- Artikel 21 Ausübung der Befugnisübertragung
- Artikel 22 Ausschussverfahren
- Artikel 23 Sanktionen
- Artikel 24 Umsetzung
- Artikel 25 Übergangszeitraum
- Artikel 26 Aufhebung
- Artikel 27 Inkrafttreten
- Artikel 28 Adressaten
- ANHANG I MINDESTANFORDERUNGEN FÜR PARAMETERWERTE ZUR BEWERTUNG DER QUALITÄT VON WASSER FÜR DEN MENSCHLICHEN GEBRAUCH
  - Teil A Mikrobiologische Parameter
  - Teil B Chemische Parameter
  - Teil C Indikatorparameter
  - Teil D Für die Risikobewertung von Hausinstallationen relevante Parameter
- ANHANG II ÜBERWACHUNG
  - Teil A Allgemeine Ziele und Überwachungsprogramme für Wasser für den menschlichen Gebrauch
  - Teil B Parameter und Probennahmehäufigkeiten
  - Teil C Risikobewertung und Risikomanagement des Versorgungssystems
  - Teil D Probennahmeverfahren und Probennahmestellen
- ANHANG III SPEZIFIKATIONEN FÜR DIE ANALYSE DER PARAMETER
  - Teil A Mikrobiologische Parameter, für die Analyseverfahren spezifiziert sind
  - Teil B Chemische Parameter und Indikatorparameter, für die Verfahrenskennwerte spezifiziert sind
- ANHANG IV INFORMATION DER ÖFFENTLICHKEIT
- ANHANG V GRUNDSÄTZE ZUR FESTLEGUNG VON METHODEN NACH ARTIKEL 11
- ANHANG VI
  - Teil A Aufgehobene Richtlinie mit ihren nachfolgenden Änderungen
  - Teil B Fristen für die Umsetzung in nationales Recht
- ANHANG VII ENTSPRECHUNGSTABELLE